# (21567) 1998 RB2
1998 أر بي 2 (ويعرف أيضًا باسم (21567) 1998 أر بي 2 وفق تسمية الكوكب الصغير) (بالإنجليزية: 1998 RB2)‏ هو كويكب ضمن حزام الكويكبات؛ وترتيبه 21567 من حيث الاكتشاف.
اكتُشف هذا الجُرم الفلكي بواسطة Frank B. Zoltowski ‏ في 1 سبتمبر 1998.

## وصلات خارجية
- (21567) 1998 RB2 في قاعدة بيانات مختبر الدفع النفاث لأجرام النظام الشمسي الصغيرة

- الاكتشاف · مخطط المدار ·  العناصر المدارية · المعلمات المادية

- (21567) 1998 RB2 على موقع ويكي سكاي: DSS2, SDSS, GALEX, IRAS, Hydrogen α, X-Ray, Astrophoto, Sky Map, Articles and images